# Kenneth William Junor
Kenneth William Junor, kanadski letalski častnik, vojaški pilot in letalski as, * 3. avgust 1896, Toronto, Ontario, Kanada, † 23. april 1918, Bray-sur-Somme, Francija (KIA).
Stotnik Junor je v svoji vojaški službi dosegel 8 zračnih zmag.

## Življenjepis
Med prvo svetovno vojno je bil sprva pripadnik Kraljevega letalskega korpusa, nato pa RAF.
23. aprila 1918 ga je sestrelil Egon Koepsch (Jasta 4).

## Odlikovanja
- Military Cross (MC)